# Stéphane Basson
Pour les articles homonymes, voir Basson (homonymie).
Stéphane Basson, né le 16 septembre 1975 à Saint-Étienne, est un footballeur français international de futsal.

## Biographie

### International de futsal
En 2000, alors que Stéphane Basson prépare de son diplôme d'entraîneur au CNF Clairefontaine, James Doyen, sélectionneur de l'équipe de France de futsal, lui propose d'intégrer l'équipe.
Durant neuf ans, Stéphane alterne entre le football à onze avec son club d'Andrézieux en CFA et CFA 2, et les matches avec les Bleus de futsal. À partir de 2008, il se consacre uniquement à cette pratique.
Fin octobre 2012, alors qu'il joue avec le club de Lyon Footzik depuis le début de saison, Stéphane Basson dispute sa cent-dixième sélection en équipe de France. Il est alors, de loin, le joueur le plus capé de cette équipe de France.
Convoqué en Bleu jusqu'au début de l'année 2013, Stéphane Basson totalise 110 capes, obtenues entre 2000 et 2013.

### Entraîneur
En décembre 2014, entraîneur de l'équipe réserve d'Andrézieux-Bouthéon, Stéphane Basson est promu adjoint de Jean-Philippe Forêt, pour tenter d'éviter la relégation en régional.
En mai 2015, Stephane Basson, est nommé entraîneur principal du club maintenu en CFA 2, dont il a été capitaine en tant que joueur pendant huit ans (de 2003 à 2011). Il est alors directeur de la communication à la mairie d'Andrézieux-Bouthéon. 
Au terme de la 2016-2017, Stéphane Basson annonce qu'il ne sera plus l'entraîneur d'Andrézieux (CFA). 
En 2018, Stéphane Basson devient le parrain de la première promotion du nouveau pôle espoir de futsal ouvert à Lyon.
En 2021, il devient conseiller sportif du club de Saint Galmier-Chamboeuf.